# Máscara Sagrada

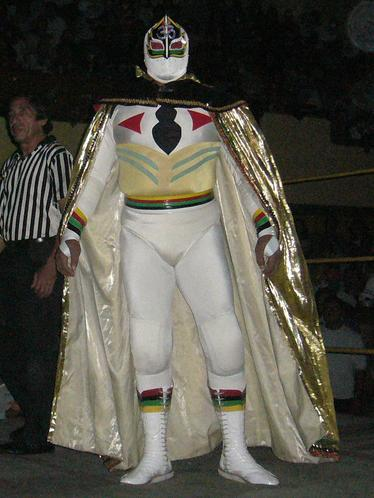
Máscara Sagrada.

Jesús Leyva, más conocido por su nombre de luchador Máscara Sagrada (n. 6 de noviembre de 1959) en Xalapa, Veracruz es un luchador que actualmente es independiente. Ha trabajado para todas las principales promociones de lucha libre mexicana en los últimos 20 años. Su nombre en el ring es "máscara sagrada" y está inspirada en la "santidad" de las máscaras de la lucha libre. Sagrada ha sido involucrado en una disputa de derechos de autor que se ejecuta sobre el uso del nombre de Máscara Sagrada, el traje y la máscara con la Asistencia Asesoría y Administración (AAA), que afirmaron que eran los dueños del copyright del personaje e incluso ha promovido otros luchadores como "Máscara Sagrada". Ha sido compañero de muchos luchadores arriba del ring. Durante su etapa en AAA fue compañero de Octagón y La Parka

## En lucha
- Movimientos finales
  - Enredadera (Abdominal Stretch)

- Movimientos de firma
  - Huracarana
  - Jumping double leg slap to the ears (starts like a huracanrana)

- Apodos
  - El Tigre Blanco ("The White Tiger")

## Campeonatos y logros
- Asistencia Asesoría y Administración
  - IWC World Heavyweight Championship (1 vez)[2]
  - Campeonato Nacional de Peso Completo (1 vez)[3]